# アレク・トーマス
- アレック・トーマス

アレク・トーマス（Alek Thomas, 2000年4月28日 - ）は、 アメリカ合衆国イリノイ州シカゴ出身のプロ野球選手（外野手）。左投左打。MLBのアリゾナ・ダイヤモンドバックス所属。

## 経歴

### ダイヤモンドバックス時代
2018年のMLBドラフト2巡目（全体63位）でアリゾナ・ダイヤモンドバックスから指名され、プロ入り。なお、契約しない場合はテキサスクリスチャン大学へ進学の予定であった。契約後、傘下のルーキー級アリゾナリーグ・ダイヤモンドバックスでプロデビュー。パイオニアリーグのルーキー級ミズーラ・オスプレイでもプレーし、2球団合計で56試合に出場して打率.333、2本塁打、27打点、12盗塁を記録した。
2019年はA級ケーンカウンティ・クーガーズとA+級バイセイリア・ローハイドでプレーし、2球団合計で114試合に出場して打率.300、10本塁打、55打点、15盗塁を記録した。7月にはオールスター・フューチャーズゲームのナショナルリーグ選抜に選出された。
2020年は新型コロナウイルスの影響でマイナーリーグの試合が開催されなかったため、公式戦の出場は無かった。
2021年はAA級アマリロ・ソッドプードルズとAAA級リノ・エーシズでプレーし、2球団合計で106試合に出場して打率.313、18本塁打、59打点、13盗塁を記録した。
2022年は開幕をAAA級リノで迎え、5月8日にメジャー契約を結んでアクティブ・ロースター入りした。メジャーデビューとなった同日のコロラド・ロッキーズ戦では「8番・中堅手」で先発出場して5回裏の第2打席にはメジャー初安打となる二塁打を放った。
2023年開幕前の2月9日にWBCメキシコ代表に選出された。

## 選手としての特徴
攻守に高い潜在能力を見せる外野手であり、打撃ではコンパクトな振りながら広角に快打を飛ばす。俊足を生かした中堅守備も高評価だが、肩は弱い。

## 詳細情報

### 年度別打撃成績
| 年 度    | 球 団    | 試 合 | 打 席 | 打 数 | 得 点 | 安 打 | 二 塁 打 | 三 塁 打 | 本 塁 打 | 塁 打 | 打 点 | 盗 塁 | 盗 塁 死 | 犠 打 | 犠 飛 | 四 球 | 敬 遠 | 死 球 | 三 振 | 併 殺 打 | 打 率 | 出 塁 率 | 長 打 率 | O P S |
| -------- | -------- | ----- | ----- | ----- | ----- | ----- | -------- | -------- | -------- | ----- | ----- | ----- | -------- | ----- | ----- | ----- | ----- | ----- | ----- | -------- | ----- | -------- | -------- | ----- |
| 2022     | ARI      | 113   | 411   | 381   | 45    | 88    | 17       | 1        | 8        | 131   | 39    | 4     | 3        | 0     | 5     | 22    | 0     | 3     | 74    | 6        | .231  | .275     | .344     | .619  |
| 2023     | ARI      | 125   | 402   | 374   | 51    | 86    | 17       | 5        | 9        | 140   | 39    | 9     | 1        | 2     | 3     | 19    | 1     | 4     | 86    | 5        | .230  | .273     | .374     | .647  |
| MLB：2年 | MLB：2年 | 238   | 813   | 755   | 96    | 174   | 34       | 6        | 17       | 271   | 78    | 13    | 4        | 2     | 8     | 41    | 1     | 7     | 160   | 11       | .230  | .274     | .359     | .633  |

- 2023年度シーズン終了時

### WBCでの打撃成績
| 年 度 | 代 表    | 試 合 | 打 席 | 打 数 | 得 点 | 安 打 | 二 塁 打 | 三 塁 打 | 本 塁 打 | 塁 打 | 打 点 | 盗 塁 | 盗 塁 死 | 犠 飛 | 四 球 | 敬 遠 | 死 球 | 三 振 | 併 殺 打 | 打 率 | 出 塁 率 | 長 打 率 |
| ----- | -------- | ----- | ----- | ----- | ----- | ----- | -------- | -------- | -------- | ----- | ----- | ----- | -------- | ----- | ----- | ----- | ----- | ----- | -------- | ----- | -------- | -------- |
| 2023  | メキシコ | 6     | 22    | 20    | 6     | 4     | 0        | 0        | 0        | 4     | 0     | 2     | 0        | 0     | 1     | 0     | 1     | 5     | 0        | .200  | .273     | .200     |

### 年度別守備成績
| 年 度 | 球 団 | 中堅（CF） | 中堅（CF） | 中堅（CF） | 中堅（CF） | 中堅（CF） | 中堅（CF） |
| 年 度 | 球 団 | 試 合      | 刺 殺      | 補 殺      | 失 策      | 併 殺      | 守 備 率   |
| ----- | ----- | ---------- | ---------- | ---------- | ---------- | ---------- | ---------- |
| 2022  | ARI   | 112        | 311        | 4          | 3          | 2          | .991       |
| 2023  | ARI   | 117        | 278        | 5          | 2          | 4          | .993       |
| MLB   | MLB   | 229        | 589        | 9          | 5          | 6          | .992       |

- 2023年度シーズン終了時

### 背番号
- 5（2022年 - ）

### 記録
MiLB
- オールスター・フューチャーズゲーム選出：1回（2019年）

### 代表歴
- 2023 ワールド・ベースボール・クラシック・メキシコ代表